# Lee Re
Lee Re (이레?, I ReLR; Gwangju, 12 marzo 2006) è un'attrice sudcoreana.
Ha esordito come modella, passando alla televisione nel 2012 con la serie televisiva Goodbye maneul. L'anno successivo ha interpretato una studentessa delle scuole elementari vittima di violenza sessuale in So-won, vincendo il premio di Miglior attrice non protagonista al Beijing International Film Festival.

## Filmografia

### Cinema
- So-won (소원?), regia di Lee Joon-ik (2013)
- Gaereul humchineun wanbyeokhan bangbeop (개를 훔치는 완벽한 방법?), regia di Kim Sung-ho (2014)
- Oppasaenggak (오빠생각?), regia di Lee Han (2016)
- Your Name. (君の名は。?, Kimi no na wa.), regia di Makoto Shinkai (2016) – doppiaggio coreano
- 7nyeon-ui bam (7년의 밤?), regia di Choo Chang-min (2018)
- Jeung-in (증인?), regia di Lee Han (2019)
- Girl Cops (걸캅스?), regia di Jung Da-won (2019)
- Peninsula (?), regia di Yeon Sang-ho (2020)
- Gwaenchanh-a gwaenchanh-a gwaenchanh-a! (괜찮아 괜찮아 괜찮아!?), regia di Kim Hye-young (2023)

### Televisione
- Goodbye maneul (굿바이 마눌?) – serie TV (2012)
- Chujeokja (추적자?) – serie TV (2012)
- O Jaryong-i ganda (오자룡이 간다?) – serial TV (2012-2013)
- Super Daddy Yeol (슈퍼대디 열?) – serie TV (2015)
- Yungnyong-i nareusya (육룡이 나르샤?) – serie TV (2015-2016)
- Dor-a-wa-yo ajeossi (돌아와요 아저씨?) – serie TV (2016)
- Manyeo-ui beopjeong (마녀의 법정?) – serie TV (2017)
- Radio Romance (라디오 로맨스?) – serie TV (2018)
- Memories of the Alhambra (알함브라 궁전의 추억?, Alhambra-ui gungjeon-ui chueokLR) – serie TV (2018-2019)
- Start-Up (스타트업?) – serie TV (2020)
- Hello, Me! (안녕? 나야!?, Annyeong? Na-ya!LR) – serie TV (2021)
- Hometown (홈타운?) – serie TV (2021)
- Hellbound (지옥?) – serie TV (2021-in corso)
- Move to Heaven (무브 투 헤븐: 나는 유품정리사입니다?, Mubeu tu hebeun: Naneun yupumjeongnisa-imnidaLR) – serie TV, episodio 10 (2021)
- Castaway Diva (무인도의 디바?, Mu-indo-ui dibaLR) – serie TV (2023)

## Riconoscimenti
- Beijing International Film Festival[3]
  - 2014 – Miglior attrice non protagonista per So-won
- Buil Film Award[4]
  - 2020 – Miglior attrice non protagonista per Peninsula
- KBS Drama Award
  - 2017 – Miglior giovane attrice per Manyeo-ui beopjeong[5]
  - 2021 – Miglior giovane attrice per Hello, Me![6]